# Mary Patten
Mary Patten (* 1951 in Evanston) ist eine Künstlerin und Aktivistin aus Chicago. Ihre Arbeiten verbinden Schreiben, Videoinstallation, Performance, Künstlerbücher, Zeichnung, Fotografie, Zusammenarbeit und Aktivismus. Ihre Texte, Vorträge, Videos und Kunstwerke beschäftigen sich mit dem Verhältnis von Kunst und Politik, visueller Kultur, queerer Theorie, Terrorismus, Gefängnissen und Folter. Sie hat an der University of Illinois at Chicago (1992) und am Kansas City Art Institute studiert. Sie unterrichtet an der School of the Art Institute of Chicago als Professorin in der Abteilung für Film, Video, Neue Medien und Animation und in der Abteilung Visual and Critical Studies.

## Aktivismus
Mary Patten war Mitglied der DAGMAR (Dykes and Gay Men Against Racism and Repression), die 1984 gegründet wurde und sich zu CFAR (Chicago for AIDS Rights) entwickelte, einer Aktivistengruppe, die sich mit HIV/AIDS beschäftigt. Patten war eine der Gründerinnen von Act Up/Chicago. Sie ist Organisatorin der Chicago Torture Justice Memorials (CTJM), mit dem Ziel, den Überlebenden der Folterungen der Chicagoer Polizei und ihren Familien Gerechtigkeit zu verschaffen. Neben ihrer Arbeit in LGBTQ-Gemeinschaften, ist Patten auch als feministische Künstlerin und als Kuratorin tätig, wie beispielsweise bei der Ausstellung „Bad Girls: Video-Programm: She Laughed When She Saw It“ im New Museum in New York City. Weitere Projekte von Patten sind das Madame Binh Graphics Collective, WhiteWalls, RIOT GRRRANDMAS!!!! und Bad Girls. Sie ist Mitglied der Kunst-/Aktivistengruppe Feel Tank Chicago.

## Ausstellungen (Auswahl)
- Walls Turned Sideways: Artists Confront the Justice System, Tufts University Art Gallery  MEDFORD | MASSACHUSETTS | USA, 2020 und Contemporary Arts Museum, Houston, curator: Risa Puleo, 2018[8]
- 2017–2019 Organize your own: The Politics and Culture of Self-Determination Movements[9][10]
  - Augustana Teaching Museum of Art, Augustana College, Rock Island, IL, summer-fall 2017
  - Urban Institute for Contemporary Arts, Grand Rapids, MI, Nov-Dec. 2017 Cuesta College, San Luis Obisbo, CA, Jan-Feb. 2018
  - Texas State Galleries, San Marcos TX, March-May 2018
  - Kalamazoo (MI) College/Arcus Center for Social Justice Leadership, Aug-Oct. 2018
  - Center for Contemporary Art & Culture/PNCA, Portland, Nov. 2018-Jan. 2019
- Tate Modern: Soul of a Nation: Art in the Age of Black Power (image of Douglass Street Mural (1976) in multimedia display, 2017)
- Black Power! Schomburg Center for Research in Black Culture, Curated by Dr. Sylviane A. Diouf
- Finally Got The News: The Printed Legacy of the U.S. Radical Left, 1970–1979, Interference Archive, Brooklyn, NY
- Organize Your Own: The Politics and Poetics of Self-Determination Movements, Averill and Bernard Leviton Gallery, 2016[11]
- Mary Patten: Panel, Threewalls Gallery, Chicago, IL, 2013[12][13]
- Whitewalls: Writings by Artists 1978–2008, Golden Gallery, Chicago, IL, 2012[14]
- Opening the Blackbox: The Charge is Torture, Sullivan Galleries, Chicago, IL, 2012[15]
- The Archival Impulse, Gallery 400, Chicago, IL, 2011[16]

## Preise
- Maker Grant, 2013[17]
- Illinois Arts Council Individual Project Grant, 2013
- Propeller Fund, 2013[18]
- SAIC Faculty Enrichment Grant, 2010–11
- Artadia Grant, 2002[19]